# Cor Bute
Cornelis Johan (Cor) Bute (Arnhem, 22 augustus 1889 – Den Haag, 27 juli 1979) was een Nederlands organist, beiaardier en componist.
Hij werd blind geboren binnen het gezin van onderwijzer Willem Bute en Sophia Johanna van Ewijk. Hij werd begraven op Oud Eik en Duinen. Hij was getrouwd met C.A. van der Leede.
Hij kreeg zijn muziekopleiding aan het Blindeninstituut in Amsterdam van mevrouw E. Mozer (zang), Bernard (Jacobus Bernardus Wilhelmus) Ides en van de organist van de Ronde Lutherse kerk Christiaan Frederik Hendriks, maar was ook autodidact. Al tijdens die opleiding werd hij assistentorganist bij de Nederland Hervormde Gemeente te Amsterdam (1907). Een jaar later (november 1908) was hij organist van de Sint Walburgiskerk te Zutphen, waar hij weer een jaar later een vaste aanstelling kreeg. Pas in 1928 zou hij zijn B-diploma voor organist behalen. Daarna zou hij nog lessen nemen bij Willem Créman. Hij was in Zutphen ook muziekonderwijzer. Hij ging door met het geven van kerk- en orgelconcerten. In 1950 werd hij benoemd tot beiaardier te Zutphen. In 1968 nam hij afscheid als organist van de Sint Walburgiskerk. Toen Bute zijn vijftigjarig jubileum vierde, werd een concert voor hem georganiseerd, waarbij Aafje Heynis en George Stam (leerling van Bute) deelnamen.
Als organist speelde hij zowel werken uit Duitse en Franse romantiek, speelde af en toe werken van Nederlandse componisten, maar improviseerde ook dikwijls. Hij was van de partij toen in 1938 in de Utrechtse Domtoren een improvisatieconcert werd gegeven, andere organisten die meewerkten waren Anthon van der Horst, Hendrik Andriessen en Jan Mul.
Van zijn hand verscheen:
- twee orgelsonates
- een suite voor strijkorkest
- een suite voor piano
- liederen zoals Het wonder en de drie wijzen en ‘k hou van Holland
- Albumblad voor cello en piano (bekroond door de Nederlandse Blindenbond)
- Canon voor orgel
- Avondgedachte voor orgel
- Concert-ouverture voor orgel

Op 13 oktober 1989 vond in de Sint Walburgiskerk in Zutphen een herdenkingsconcert voor hem plaats. Alhoewel blind, was Bute een fervent reiziger en haalde in 1931 zijn examen Esperanto B. In 1933 speelde hij mee in een concert ten behoeve van de Braille-Muziek-Bibliotheek voor organisten (Blindenbibliotheek) te Amsterdam.
- International Standard Name Identifier: 0000 0000 4487 5854
- Library of Congress Control Number: no2005045235
- Nederlandse Thesaurus van Auteursnamen: 074887289
- Virtual International Authority File: 73585506
- WorldCat: E39PBJtxdkwrvpkjRKwTbyWdQq